# 鶴見町 (神奈川県)
鶴見町（つるみまち）は、1921年（大正10年）4月1日から1927年（昭和2年）4月1日まで存在した神奈川県橘樹郡の町。
1889年（明治22年）4月1日から1921年（大正10年）3月31日までは生見尾村（うみおむら）と称した。本項では生見尾村の時期も併せて述べる。

## 概要
神奈川県橘樹郡中部の町。現在の神奈川県横浜市鶴見区の南部にあたる。

## 地理
- 川：鶴見川

## 歴史
鶴見川を境に東側（左岸）は1925年（大正14年）に編入した旧潮田町の区域であり、西側（右岸）が当初の生見尾村の区域であった。東海道が通過し、1862年（文久2年）の生麦事件の現場としても知られる生麦は著名な漁村であった。1872年（明治5年）に官設鉄道（現：東海道本線）が開業し鶴見駅が設置されると鶴見が中心集落として成長し始める。後述の臨海工業地帯が成立しその玄関口となるに及んで鶴見の優位は確定的となった。1911年（明治44年）に曹洞宗大本山の総持寺が下末吉台地末端の高台に移転してくると鶴見は門前町の性格も持つようになった。
鶴見川左岸の旧潮田町の区域は鶴見川と多摩川が形成する沖積低地の自然堤防上に集落が散在する農村であった。1908年（明治41年）、浅野総一郎が中心になって「鶴見埋立組合」を組織し、横浜市神奈川地区（現：神奈川区）から橘樹郡田島村（のち田島町。現：川崎市川崎区南西部）にかけての海面を埋め立て、港湾機能を持つ工業用地の造成に着手した。造成された埋立地には1920年代以降多くの工場が集積し、京浜工業地帯の中核として成長した。1925年（大正14年）には臨海工業地帯への通勤輸送を目的に海岸電気軌道が開業し、潮田町南部の都市化も進行した。こうした中、1925年（大正14年）に潮田町が鶴見町に編入され、1927年（昭和2年）に鶴見町が横浜市に編入、区制実施とともに鶴見区の一部となった。

### 町村名の由来
- 生見尾村：旧生麦村の「生」、旧鶴見村の「見」、旧東寺尾村の「尾」を合わせて「生見尾村」となった。
- 鶴見町：中心地の地名から。

### 沿革
- 1889年（明治22年）4月1日 - 町村制の施行により、生麦村、鶴見村、東寺尾村および馬場村の一部が合併して生見尾村が成立。村役場を生麦の岸谷に置く。
- 1911年（明治44年）4月1日 - 子安村の一部（旧西寺尾村）を編入。
- 1921年（大正10年）4月1日 - 生見尾村が町制施行して鶴見町となる。
- 1925年（大正14年）4月1日 - 潮田町を編入。
- 1927年（昭和2年）
  - 4月1日 - 横浜市に編入。同日鶴見町廃止。
  - 10月1日 - 横浜市が区制を施行。旧鶴見町および西寺尾（旧子安村の一部）・師岡を除く旧旭村の区域が鶴見区、西寺尾・師岡は神奈川区の一部となる。

## 交通

### 鉄道
- 鉄道省（現：JR東日本）
  - 東海道本線：鶴見駅
- 南武鉄道（現：JR東日本）
  - 本線（現：南武線）：矢向駅
- 京浜電気鉄道（現：京浜急行電鉄）
  - 本線：市場駅（現：鶴見市場駅） - 京浜鶴見駅（現：京急鶴見駅） - 総持寺駅（1944年廃止） - 花月園前駅（現：花月総持寺駅） - 生麦駅
- 海岸電気軌道（1937年廃線）
  - 本線：総持寺 - 鶴見川 - 下野谷 - 潮田 - 入船 - 寛政 - 下新田 - 富士電機前
- 鶴見臨港鉄道（現：JR東日本鶴見線） - 貨物のみ営業[1]
  - 本線：安善通駅（現：安善駅） - 浅野駅 - 弁天橋駅
  - 石油支線：安善通駅 - 石油駅（のち浜安善駅。1986年廃止、現在は安善駅構内側線扱い）

### 道路
- 東海道
- 京浜国道（現：国道15号）

### 運河
- 川崎運河

## その他
同じ神奈川県には高座郡にも鶴見村が1889年（明治22年）から1891年（明治24年）まで存在した。同年に大和村と改称し、大和町を経て現在の大和市北半部に当たる。高座郡鶴見村の名は町村制施行で合併した旧下鶴間村と旧深見村から作られた合成地名であり、生見尾村が鶴見町に改称町制したのが1921年であるから、「高座郡鶴見村」と「橘樹郡鶴見町」（または鶴見村）が同時に存在したことはない。